# 聖塞瓦斯蒂安德亞利
聖塞瓦斯蒂安德亞利（西班牙語：San Sebastián de Yalí），是尼加拉瓜的城鎮，位於該國北部，由希諾特加省負責管轄，面積401平方公里，海拔高度1,018米，2005年人口26,979，人口密度每平方公里67.28人。
13°18′N 86°11′W / 13.300°N 86.183°W